# 蜡线
蜡线是鞋类及皮具的一种以手缝为主的工业缝纫线。

## 蜡线的定义
蜡线不是蜡做的，而是鞋类及皮具的一种以手缝为主的工业缝纫线，蜡线有两种包括走马蜡线及美式蜡线，主要用于鞋类、球类及一切手缝的拉邦用。

## 蜡线由来
据说古代，有大家族家谱中为族人中有成就者单列成章，编写了小传，以示光宗耀祖，彪炳千秋，内容可谓翔实丰富。家谱印好后用蓝色封面装裱，就是用蜡线装订成册，每套有十来册之多。一大摞宣纸印制的线装书高高在上放进书橱里，好似古籍善本一样，装点着门面，甚是大观。

## 蜡线制作程序
蜡线先是由纤维单丝精心织成半成品，再经过高温的环保上蜡设备而成。特点是拉断强度大，耐磨性强，无弹性。 棉、丝、涤棉、涤纶等线经过上蜡设备上蜡处理的称蜡线，用途很多。 